# Nanše
Nanše (sumersko 𒀭𒀏 dNANŠE) je bila sumerska boginja, hčerka boga Enkija (bog modrosti, magije in vode) in Ninhursage (boginja zemlje in boginja mati). Nanšine funkcije so se spreminjale. Bila je boginja socialne pravičnosti, prerokovanja, plodnosti in ribištva. Podobno kot oče je bila tesno povezana z vodo. Njena domena je bil Perzijski zaliv in vse živali v njem. Sedež njene oblasti je bil tempelj Sirara v Lagašu. Njen partner je bil Nindara.

## Mitologija

### Nanšino rojstvo
Nanšino rojstvo je opisano v sumerskem mitu Enki in Ninhursaga. V zgodbi Ensi zaužije več prepovedanih rastlin, ki so pod zaščito njegove žene.  Ninhursaga se mu maščuje in nanj prikliče prekletstvo. Ensi kmalu zboli in ohromi in  bogovi postanejo nemočni. Enlilu, mogočnemu bogu neba, uspe ublažiti Ninhursagino jezo, tako da ji pošlje lisico, njeno sveto žival, ki z njo spregovori in jo pregovori. Ninhursaga se vrne k Enlilu in prekliče prekletstvo. Da bi ozdravila Enlila, rodi več bogov zdravilstva. Nanše naj bi ozdravila očetov vrat in se na koncu mita zaroči z bogom Nindaro.

### Svetovni red
Nanšin oče Enki je bil pozneje zadolžen za organizacijo sveta in dodeljevanje funkcij posameznim bogovom. Nanše je dobila oblast nad Perzijskim zalivom, na katerem je plavalo očetovo strahospoštovano  morsko svetišče. Njena druga naloga je bila zagotoviti, da pošiljke rib prispejo na celino. Nanše je bila močno povezana z divjimi živalmi, zlasti s pticami in netopirji. V eni od hvalnic se pogovarja z živalmi, tudi s krokarji in pelikani.

### Boginja socialne pravičnosti
Med vladavino lagaškega ensija Gudee (2144–2124 pr. n. št.) je bilo napisano več hvalnic boginji Nanše, ki kažejo na njen visok položaj v panteonu. Na veliko so jo častili kot boginjo socialne pravičnosti. Negovala je sirote, skrbela za vdove, svetovala zadolženim in sprejemala begunce z območij, ki jih je opustošila vojna. Zdi se, da je bilo njej podrejenih več bogov. Njena pomočnika sta bila Hendursaga in Haja. Kot njena sestra in glavna pisarka je včasih omenjena boginja Nisaba.
Na prvi dan novega leta je bilo v njenem templju njej posvečeno praznovanje. Na praznovanje so prišli ljudje od vsepovsod in iskali njeno modrost in pomoč. Obiskovalci so bili očiščeni v reki preizkušenj in bili nato, če so bili vredni, sprejeti pri boginji. Nanše je reševala spore in vodila sodne postopke med smrtniki.
Nanše je na višjem položaju v panteonu včasih delila svoje naloge z Utujem, tradicionalnim bogom pravičnosti. Sedela je na zlatem prestolu v družbi drugih prominentnih bogov in delovala kot boginja pravnega varstva. V nekem trenutku jo je za nasvet prosil celo Ninurta, mogočni bog vojne.

### Boginja prerokovanja
Nanše je imela sposobnost posredovanja ustnih sporočil in s tolmačenjem sanj napovedati prihodnost. Te sposobnosti so imeli tudi njeni svečeniki po opravljenem obredu, ki je predstavljal smrt in vstajenje. Nanše kljub temu ni v nobeni hvalnici ali mitu omenjena kot boginja življenja, smrti in ponovnega rojstva.

### Garant meja, gospodarica sladišč
V Hvalnici boginje Nanše je opisana kot boginja, zadolžena za nadzor točnosti meril in uteži. V vrsticah  232-240 je zapis:
V hiši, templju Sirara v Lagašu, ki je bila varna pred demonom abzujem, so se okoli nje zbirali bogovi. Za tehtanje srebra s standardnimi utežmi in standardizacijo velikosti košar iz trstičevja je uvedla prostorninsko mero ban, ki je veljala v vseh deželah.

## Simboli
Nanše je imela dva glavna simbola, oba videna tudi v krščanskem izročilu: ribo in pelikana. Riba je predstavljala njeno izvirno vlogo boginje vode in ribištva, pelikan pa ji je v ljudskem izročilu rekel, naj raztrga svoje prsi in nahrani svoje mladiče, kar predstavlja njeno vlogo  zaščitnice in negovalke.